# Червонецький Тарас Миколайович
Тарас Миколайович Червонецький (нар. 10 червня 1995, Тернопіль) — український футболіст, півзахисник.

## Життєпис
В 11-річному віці брав участь у шкільному турнірі Шкіряний м'яч, де був помічений одним із тренерів ДЮСШ Тернопіль і запрошений займатися в цю команду (перший тренер — Василь Миколайович Заторський). У серпні 2011 року разом з одноклубниками Андрієм Кухаруком і Романом Кухарським перебував на перегляді в команді ФК «Севастополь» 1995 року народження. Під час матчу з кіровоградською «Зіркою» тернопільські футболісти на трьох забили у ворота кіровоградців 6 голів із 7, після чого всіх трьох зарахували до команди «Севастополь» (1995 р.н.).
У сезоні 2013/2014 років зіграв 24 матчі за молодіжну, 4 — за юнацьку команду «Севастополя» і 8 за «Севастополь-2». 27 квітня 2014 року в грі проти маріупольського «Іллічівця» дебютував у Прем'єр-лізі, замінивши в додатковий час Євгена Павлова.
Влітку 2014 року, після того, як «Севастополь» розформували, Червонецький уклав контракт із дніпропетровським «Дніпром».
З 2015 по 2016 рік виступав у клубі «Бахчисарай», який грав у так званій Прем'єр-лізі окупованого Криму. Влітку 2016 року підписав контракт з клубом «Тернопіль».
Захищав кольори обласних аматорських команд Тернопільщини — «ДСО-Поділля», «Нива» (Теребовля). У серпні 2018 перейшов із чортківського «Кристала» до складу великогаївського «Агрону-ОТГ». 15 вересня 2021 року як гравець «Агрону» забив переможний гол у ворота васильківецького «Поділля» на п'ятій компенсованій хвилині. Згодом також грав за аматорські команди «Гримайлів» та «Козова»

## Стиль гри
У дніпропетровському «Дніпрі» грав крайнього або ж центрального півзахисника. У ФК «Севастополь» — виключно крайнього захисника.